# 鲍里斯·尼古拉耶夫
鲍里斯·费奥多罗维奇·尼古拉耶夫（俄语：Борис Фёдорович Николаев，1907年10月1日—1973年3月29日），苏联政治人物。苏联共产党中央委员会委员（1952年－1956年）。

## 生平
1932年，任共青团列宁格勒十月区委组织部长。1933年，任联共（布）列宁格勒州委组织部副部长。1937年调至沃洛格达州工作，1939年任州委书记处书记，1940年任第二书记，1942年升任第一书记。1945年调至阿尔汉格尔斯克州，任州委第一书记。1949年6月调任列宁格勒州委第二书记。
1952年7月，任斯摩棱斯克州委第一书记。1954年1月被撤职，改任古比雪夫州苏维埃执行委员会副主席。1956年至1961年，任俄罗斯苏维埃联邦社会主义共和国部长会议监察委员会委员、主任。1958年毕业于苏共中央高级党校。1961年后担任苏共中央办公厅某局局长。1973年3月29日逝世。
苏联共产党中央委员会委员（1952年－1956年）。第二、三届苏联最高苏维埃代表。